# Cry Baby Cry
Cry Baby Cry – singel Santany i Joss Stone z gościnnym udziałem Seana Paula, wydany w 2006 roku.

## Lista utworów
- CD singel (12 maja 2006)[1]

1. „Cry Baby Cry” (Album Version) – 3:51
2. „Con Santana” (Album Version)

- CD maxi–singel (12 maja 2006)[1]

1. „Cry Baby Cry” (Album Version) – 3:53
2. „Con Santana” (Album Version) – 3:20
3. „Cry Baby Cry” (FP Mix) – 3:51

„Cry Baby Cry” (Video)
- CD singel promo (2006)[2]

1. „Cry Baby Cry” (Album Version) – 3:51

## Notowania na listach przebojów
| Kraj/Region     | Lista (2006/2013) | Najwyższa pozycja |
| --------------- | ----------------- | ----------------- |
| Włochy          | Top 20 Singles    | 19                |
| Szwajcaria      | Singles Top 100   | 29                |
| Niemcy          | Top 100 Singles   | 47                |
| Holandia        | Single Top 100    | 63                |
| Wielka Brytania | Singles Top 200   | 71                |
| Francja         | Top 200 Singles   | 142               |